# Cascades Lone Creek
Les cascades Lone Creek són unes cascades del riu Blyde, situades a 9 km de Sabie, a Mpumalanga (Sud-àfrica). Les cascades tenen 70 m d'altura i es troben en un bosc i, per tant, només són visible un cop s'arriba al lloc. Hi ha un camí d'uns 200 metres des de la carretera asfaltada fins a les cascades.